# Amance (Meurthe-et-Moselle)
Pour les articles homonymes, voir Amance.
Amance est une commune française située dans le département de Meurthe-et-Moselle, en région Grand Est.

## Géographie

### Situation
Il s'agit d'un village perché situé sur une colline assez étroite entre deux monts, le Petit mont d'Amance et le Grand Mont qui culmine à 407 mètres d'altitude.

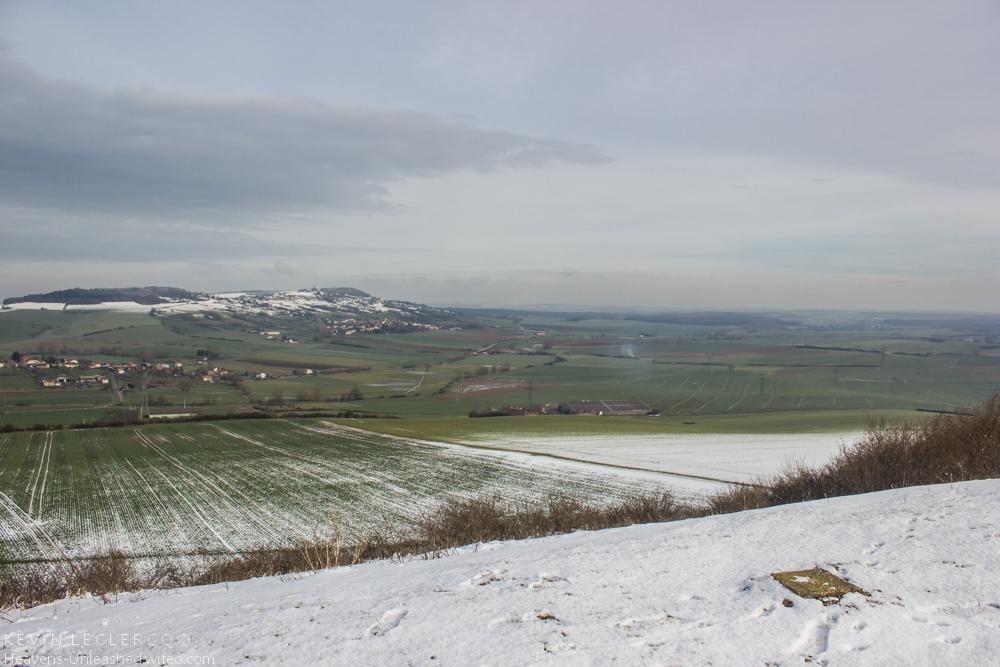
Le village d'Amance perché sur sa colline couverte de neige.

#### Communes limitrophes
| Bouxières-aux-Chênes | Bey-sur-Seille | Brin-sur-Seille |
|                      | Amance         | Mazerulles      |
| Laître-sous-Amance   | Laneuvelotte   | Champenoux      |

### Lieux-dits et écarts
- Fleur-Fontaine (ferme et château) ;
- la Fourasse (refuge SPA) ;
- le Jard.

### Hydrographie
La commune est dans le bassin versant du Rhin au sein du bassin Rhin-Meuse. Elle est drainée par l'Amezule et le ruisseau de l'Étang de Brin,.
L'Amezule, d'une longueur de 19 km, prend sa source dans la commune de Erbéviller-sur-Amezule et se jette  dans la Meurthe à Champigneulles, après avoir traversé douze communes.

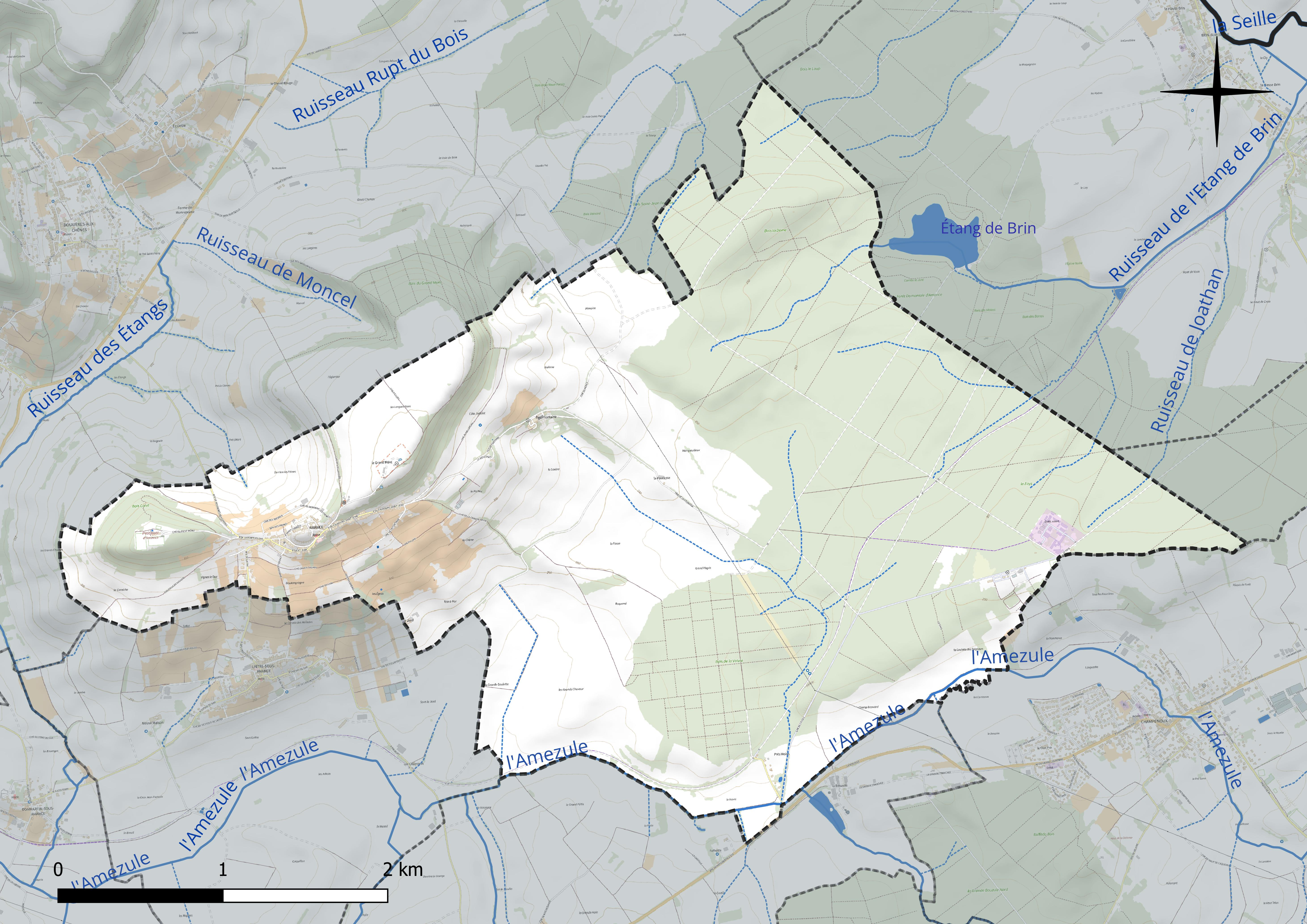
Réseau hydrographique d'Amance.

### Climat
Pour des articles plus généraux, voir Climat du Grand Est et Climat de Meurthe-et-Moselle.
En 2010, le climat de la commune est de type climat des marges montargnardes, selon une étude du Centre national de la recherche scientifique s'appuyant sur une série de données couvrant la période 1971-2000. En 2020, Météo-France publie une typologie des climats de la France métropolitaine dans laquelle la commune est exposée à un climat semi-continental et est dans la région climatique Lorraine, plateau de Langres, Morvan, caractérisée par un hiver rude (1,5 °C), des vents modérés et des brouillards fréquents en automne et hiver.
Pour la période 1971-2000, la température annuelle moyenne est de 9,5 °C, avec une amplitude thermique annuelle de 17,2 °C. Le cumul annuel moyen de précipitations est de 867 mm, avec 12,1 jours de précipitations en janvier et 10 jours en juillet. Pour la période 1991-2020, la température moyenne annuelle observée sur la station météorologique de Météo-France la plus proche, « Nancy-Essey », sur la commune de Tomblaine à 9 km à vol d'oiseau, est de 11,0 °C et le cumul annuel moyen de précipitations est de 746,3 mm. 
La température maximale relevée sur cette station est de 40,1 °C, atteinte le 24 juillet 2019 ; la température minimale est de −24,8 °C, atteinte le 21 février 1956,,.
Les paramètres climatiques de la commune ont été estimés pour le milieu du siècle (2041-2070) selon différents scénarios d'émission de gaz à effet de serre à partir des nouvelles projections climatiques de référence DRIAS-2020. Ils sont consultables sur un site dédié publié par Météo-France en novembre 2022.

## Urbanisme

### Typologie
Au 1er janvier 2024, Amance est catégorisée bourg rural, selon la nouvelle grille communale de densité à sept niveaux définie par l'Insee en 2022.
Elle est située hors unité urbaine. Par ailleurs la commune fait partie de l'aire d'attraction de Nancy, dont elle est une commune de la couronne,. Cette aire, qui regroupe 353 communes, est catégorisée dans les aires de 200 000 à moins de 700 000 habitants,.

### Occupation des sols
L'occupation des sols de la commune, telle qu'elle ressort de la base de données européenne d’occupation biophysique des sols Corine Land Cover (CLC), est marquée par l'importance des forêts et milieux semi-naturels (51,2 % en 2018), une proportion identique à celle de 1990 (51,2 %). La répartition détaillée en 2018 est la suivante : 
forêts (51,2 %), terres arables (31,7 %), prairies (9,1 %), cultures permanentes (4,6 %), zones urbanisées (2,3 %), zones agricoles hétérogènes (1,1 %). L'évolution de l’occupation des sols de la commune et de ses infrastructures peut être observée sur les différentes représentations cartographiques du territoire : la carte de Cassini (XVIIIe siècle), la carte d'état-major (1820-1866) et les cartes ou photos aériennes de l'IGN pour la période actuelle (1950 à aujourd'hui).

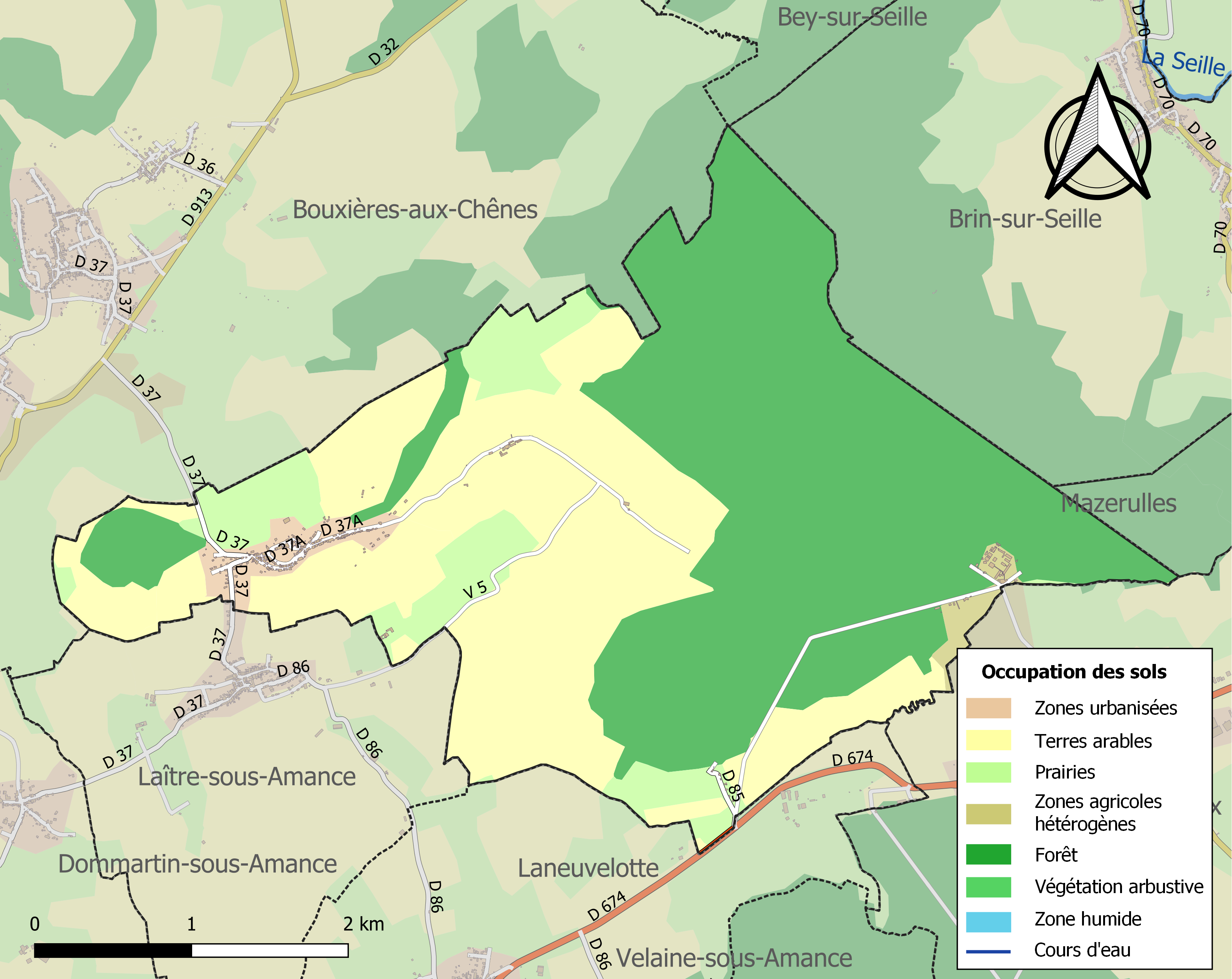
Carte des infrastructures et de l'occupation des sols de la commune en 2018 (CLC).

## Toponymie
Le nom de la localité est attesté sous les formes Ahmantia (875) ; Amansia (fin du IXe siècle) ; Asmantia (932) ; Amantium castrum (1033) ; Asmancium (1094) ; Amantia (1208) ; Esmancia (1218) ; Amancia (1249) ; Amance-lou-Chastel (1285) ; Aumance (1324) ; Asmantia (XVIe siècle).
Amance : issu du latin amantia, amans signifiant « lieu aimable, qui est aimé, plaisant ».

## Histoire
L'existence d'Amance serait plus ancienne que celle de Nancy : Mercator l'appelle antiqua Lotharingiae cancellaria (ancienne chancellerie de Lorraine). Et sa situation, aussi bien que son château, défendu qu'il était par cinq fortes tours, la rendaient une des places les plus importantes du duché.
Était dès le XIIe siècle le siège d'un comté dont l'origine est inconnue.
Il paraîtrait d'après des documents authentiques, que les comtes de Lunéville (dont l'un porte le nom de Folmar), furent les premiers seigneurs d'Amance et qu'ils transmirent cette terre aux comtes de Bar. Des comtes de Bar, cette seigneurie passa aux ducs de Lorraine, par le mariage d'Agnès, fille du comte Thibaut Ier, avec le duc Ferri II (vers 1207), avec réserve toutefois d'une des portes d'Amance, et de l'hommage des ducs de Lorraine.
En 1285, lors des festivités données par le comte de Chiny, à Chauvency-le-Château près de Montmédy, au cours de joutes et de la mêlée du tournoi, André et Wichart d'Amance sont les héros chantés par le trouvère Jacques Bretel dans son long reportage poétique : Le Tournoi de Chauvency.
En 1594, Amance était le chef-lieu d'une prévôté et châtellenie dépendant du bailliage de Nancy. Cette prévôté comprenait 51 villages. Léopold Ier la supprima le 13 août 1721 à cause de la proximité et du mélange des villages qui en dépendaient et de ceux de la prévôté de Château-Salins. Son but était aussi de réduire la multiplicité des offices, qui était à charge à ses sujets. En 1746, le 17 janvier, la prévôté d'Amance qui avait été incorporée à celle de Château-Salins, fut rétablie puis supprimée définitivement en 1751, époque où ce bourg fut compris dans le bailliage de Nancy.
Quant au spirituel, Amance était dans l'origine annexe de Dommartin, doyenné du Port, diocèse de Toul. L'évêque Pibon l'érigea en cure en 1450, parce-que, dit-il, les habitants avaient été de tout temps durs et féroces, en sorte qu'aucun archidiacre ni doyen n'osait entrer dans leur ville pour les réduire au devoir. Plus tard la cure d'Amance fut détachée du diocèse de Toul et enclavée dans l'évêché de Nancy, dont elle faisait partie en 1778. Lors de la formation du diocèse de Nancy en 1778, Amance devint le chef-lieu d'un doyenné, dépendant de l'archidiaconé de cette ville.

### Canton d'Amance
En 1790, Amance devint le chef-lieu d'un canton dépendant du district de Nancy et formé des communes suivantes : Agincourt, Laitre-sous-Amance, Amance, Armaucourt, Bey, Bouxières-aux-Chênes, Brin, Dommartin-sous-Amance, Eulmont, Lanfroicourt et Lay-Saint-Christophe. Ce canton fut supprimé le 8 pluviôse an IX (28 janvier 1801).

## Politique et administration
| Période                                  | Période    | Identité                        | Étiquette | Qualité                                               |
| ---------------------------------------- | ---------- | ------------------------------- | --------- | ----------------------------------------------------- |
| 1947                                     | 1953       | Henri Barroyer                  |           |                                                       |
| 1953                                     | 1961       | Alexandre Christophe            |           |                                                       |
| 1961                                     | 1977       | Maurice Munier (1908-2000)      |           | Agriculteur                                           |
| 1977                                     | mars 2001  | Lucienne Parent (1933-2008)     |           | Employée des PTT, suppléante du député André Rossinot |
| mars 2001                                | août 2011  | Michel Christophe               |           |                                                       |
| septembre 2011                           | avril 2014 | Jean-Claude Marchand(1941-2023) |           |                                                       |
| mars 2014                                | mai 2020   | Alain Robillot                  |           | Retraité salarié du secteur privé                     |
| mai 2020                                 | En cours   | Stéphane Laurent,               |           | Cadre de la fonction publique                         |
| Les données manquantes sont à compléter. |            |                                 |           |                                                       |

## Démographie
L'évolution du nombre d'habitants est connue à travers les recensements de la population effectués dans la commune depuis 1793. Pour les communes de moins de 10 000 habitants, une enquête de recensement portant sur toute la population est réalisée tous les cinq ans, les populations de référence des années intermédiaires étant quant à elles estimées par interpolation ou extrapolation. Pour la commune, le premier recensement exhaustif entrant dans le cadre du nouveau dispositif a été réalisé en 2007.
En 2022, la commune comptait 361 habitants, en évolution de +7,12 % par rapport à 2016 (Meurthe-et-Moselle : −0,13 %, France hors Mayotte : +2,11 %).
| 1793 | 1800 | 1806 | 1821 | 1831 | 1836 | 1841 | 1846 | 1851 |
| ---- | ---- | ---- | ---- | ---- | ---- | ---- | ---- | ---- |
| 464  | 519  | 527  | 477  | 500  | 581  | 549  | 522  | 534  |

| 1856 | 1861 | 1872 | 1876 | 1881 | 1886 | 1891 | 1896 | 1901 |
| ---- | ---- | ---- | ---- | ---- | ---- | ---- | ---- | ---- |
| 487  | 467  | 469  | 480  | 488  | 485  | 437  | 427  | 433  |

| 1906 | 1911 | 1921 | 1926 | 1931 | 1936 | 1946 | 1954 | 1962 |
| ---- | ---- | ---- | ---- | ---- | ---- | ---- | ---- | ---- |
| 414  | 418  | 320  | 256  | 245  | 256  | 249  | 299  | 336  |

| 1968 | 1975 | 1982 | 1990 | 1999 | 2006 | 2007 | 2012 | 2017 |
| ---- | ---- | ---- | ---- | ---- | ---- | ---- | ---- | ---- |
| 304  | 319  | 329  | 312  | 296  | 328  | 332  | 332  | 340  |

| 2022 | - | - | - | - | - | - | - | - |
| ---- | - | - | - | - | - | - | - | - |
| 361  | - | - | - | - | - | - | - | - |

## Culture locale et patrimoine

### Lieux et monuments

#### Édifices civils
- Site de l'ancien château d'Amance, dominant la plaine d'une hauteur de 170 mètres. Appartenant à la comtesse Sophie de Bar, qui abritait une chapelle castrale. Après un siège en 1212, Amance devient un fief du comté de Champagne. Le 15 octobre 1473, le duc René II de Lorraine dut céder le château à Charles le Téméraire, mais il le recouvra à la mort de celui-ci. Il en subsistait encore certaines parties au début du XXe siècle, sont toujours visibles une partie des remparts, une base de tour[24].
- Maison Renaissance et quelques portes gothiques dans le village[24].
- Château de Fleur-Fontaine XVIIIe siècle/XIXe siècle, rajout en 1905 d'une haute tour dans le style de la fin du Moyen Âge[25].

#### Édifice religieux

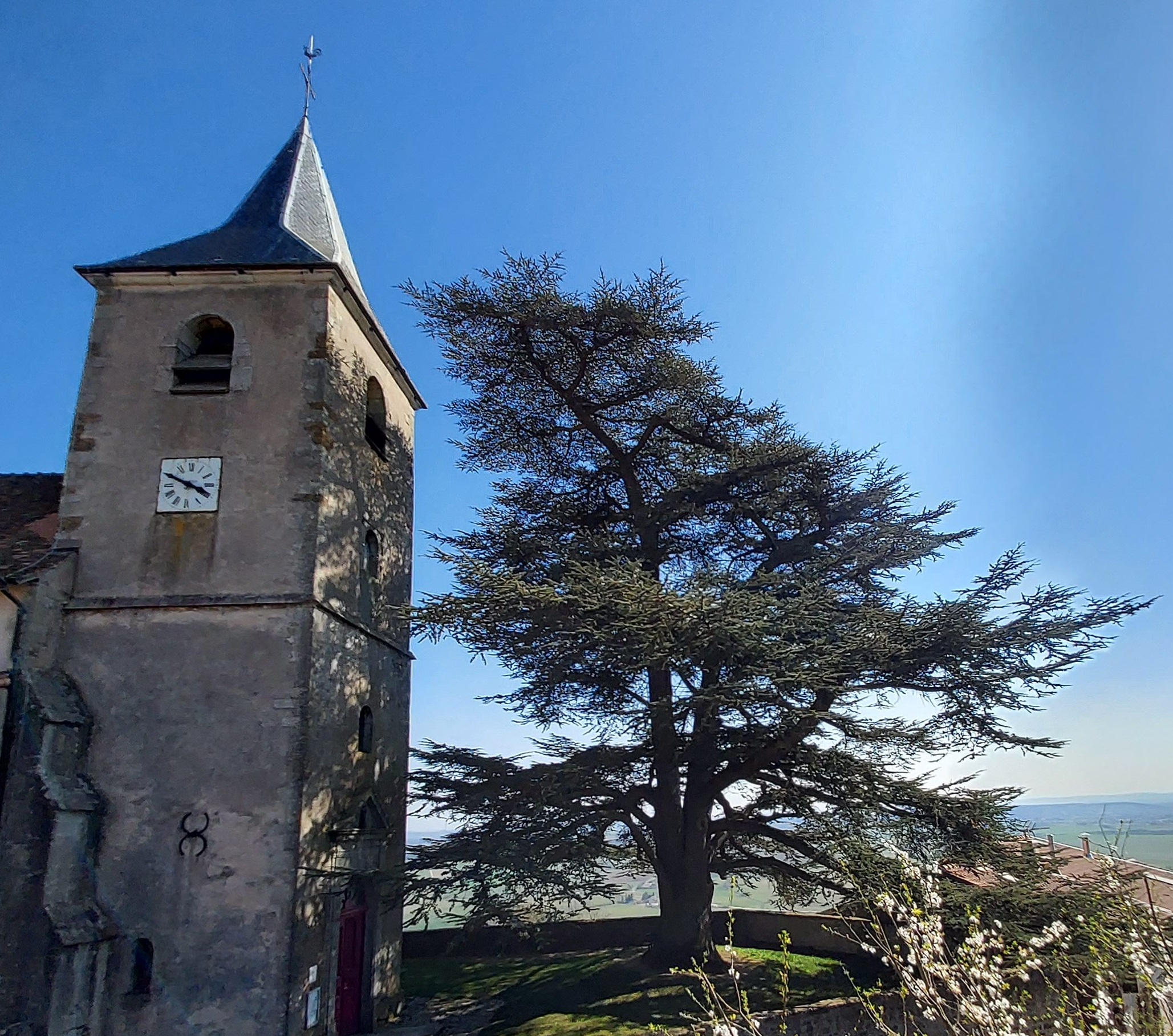
Cèdre du Liban planté devant l'église d'Amance, arbre remarquable.

- Église Saint-Jean-Baptiste XVe siècle gothique, restaurée XIXe siècle : voûtes sur croisées d'ogives, chevet plat, chapelles XVIe siècle, clocher XVIIIe siècle et flèche XXe siècle, objet d'un classement au titre des monuments historiques depuis 1919[26].

### Arbre remarquable
Devant l'église est planté un cèdre du Liban rapporté par un missionnaire en 1865, et classé arbre remarquable en 2016.

### Héraldique
| Blason de Amance | Blason  | D'argent au cep de vigne de sinople mouvant de la pointe et fruité de trois pièces de pourpre, au chef de gueules chargé d'un alérion d'argent. |
| Blason de Amance | Détails | Les ducs de Lorraine faisaient cultiver la vigne à Amance. Ce blason figure, en 1887, dans l'armorial de Lapaix. Il est utilisé par la commune. |

Autres blasons :
 : André d'Amance, qui porte d'argent à la fasce d'azur, accompagné d'un lion passant de gueules au franc-quartier, se trouve à Chauvency-le-Château avec son frère Wichart.
 : Wichart d'Amance joute contre Waleran de Luxembourg-Ligny au Tournoi de Chauvency.
 : Adam d'Amance est présent également dans l'armorial de Wijnbergen aux côtés d'autres chevaliers de sa famille.
La maison d'Amance portait : d'azur a l'écusson d'argent, ou l'écusson d'azur en cœur. Le dernier seigneur de ce nom fut Jacques d'Amance, maréchal de Lorraine, qui vivait en 1399 ; cette maison se fondit dans celle de Bayon.